# Санта-Кроче-ді-Мальяно
Санта-Кроче-ді-Мальяно (італ. Santa Croce di Magliano) — муніципалітет в Італії, у регіоні Молізе,  провінція Кампобассо.
Санта-Кроче-ді-Мальяно розташована на відстані близько 210 км на схід від Рима, 32 км на північний схід від Кампобассо.
Населення — 4498 осіб (2014).
Щорічний фестиваль відбувається 13 червня. Покровитель — Sant'Antonio di Padova.

## Демографія
Населення за роками:

Станом на 1 січня 2023 року в муніципалітеті офіційно проживали 154 іноземці з 22 країн, серед них 18 громадян країн Євросоюзу та 2 громадяни України.

## Сусідні муніципалітети
- Бонефро
- Кастельнуово-делла-Даунія
- Монтелонго
- Ротелло
- Сан-Джуліано-ді-Пулья
- Торремаджоре